# 美術系大学連絡協議会
美術系大学連絡協議会（びじゅつけいだいがく れんらくきょうぎかい）は、美術教育や美術研究、美術文化の発展に連携し取り組むことを目的に設立された組織およびその総称。2013年12月16日に締結式を行い正式に発足した。

## 概要
2010年1月に、首都圏の6美術系大学が集まり美術大学としての責任と役割を共有したことに始まり、社会に対し発言機会を提供する「美術系大学連絡協議会」が正式に発足した。
美術教育や美術文化の発展と普及を目的とする学術研究や共同事業の開催、初等教育・中等教育の教育現場における美術教育の支援、美術文化振興について政策提言および関連機関への要請を協同で行うなどして美術系大学相互の連携を強化する。

## 参加校
- 女子美術大学
- 多摩美術大学
- 東京芸術大学（美術学部・大学院映像研究科）
- 東京造形大学
- 日本大学（芸術学部）
- 武蔵野美術大学